# Болотов Володимир Миколайович
Володимир Миколайович Болотов (рос. Владимир Николаевич Болотов; нар. 26 лютого 1938, Іваново, РРФСР — пом. 1993) — радянський російський футболіст та тренер, виступав на позиції захисника.

## Кар'єра гравця
Футбольну кар'єру розпочав 1959 року в клубі «Металург» (Тула), який змінив назву на «Шахтар» та «Металург». У 1966 році завершив кар'єру футболіста.

## Кар'єра тренера
По завершенні кар'єри гравця розпочав тренерську діяльність. Спочатку допомагав тренувати «Металург» (Тула), а з 1969 по 1972 рік очолював тульський клуб. У 1973 році працював головним тренером криворізького «Кривбасу». З липня 1973 року по 1974 рік очолював «Нафтовика» (Уфа). У 1975 році призначений головним тренером брянського «Динамо». 30 липня 1981 року знову призначили головним тренером тульського клубу, який цього разу змінив свою назву на ТОЗ (Тула). У липні 1983 року повернувся до брянського «Динамо», де працював технічним директором до 1990 року.